# Jehu (fartyg)
För andra betydelser, se Jehu (olika betydelser).
Jehu är en gaffelriggad fisksump byggd i Sjökvarteret i Mariehamn. Fartyget är en replik av sumpar som traditionellt används för att transportera levande fisk. 
Segelsumpen eller fiskköparsumpen Jehu byggdes 1996 av Hans Holmströms båtbyggeri på Åland på beställning av den ideella föreningen Ålands skötbåtsförening r.f.. Båten seglas och underhålls av föreningens medlemmar. Hon är en replik av en 1700-talssump, avritad av Fredrik Henrik af Chapman. Repliken har konstruerats med stöd av gamla vrakdelar och ritningar. Fartygstypen användes både för transport av levande fisk och för passagerartrafik. Sumpen i aktern för förvaring av den levande fisken är borrad med över 200 hål genom båtens skrov. Jehu har en en kajuta med åtta kojplatser, koppartak och en öppen eldstad.
År 1998 byggde föreningens medlemmar det så kallade Jehuset i Sjökvarteret, med bland annat klubblokaler och vinteruppställningsplats för Jehu.